# BRIT Awards 1990
La X edizione dei BRIT Awards si tenne nel 1990 presso il Dominion Theatre a Londra. Lo show venne condotto da Cathy McGowan.

## Vincitori
- Miglior produttore britannico: Dave Stewart
- Miglior registrazione di musica classica: Simon Rattle - George Gershwin - "Porgy And Bess"
- Miglior artista internazionale: Neneh Cherry
- Miglior video musicale: The Cure - Lullaby
- Migliore colonna sonora: "Batman"
- Miglior album britannico: Fine Young Cannibals – "The Raw & the Cooked"
- Rivelazione britannica: Lisa Stansfield
- Cantante femminile britannica: Annie Lennox
- Gruppo britannico: Fine Young Cannibals
- Cantante maschile britannico: Phil Collins
- Singolo britannico: Phil Collins - "Another Day in Paradise"
- Rivelazione internazionale: Neneh Cherry
- Gruppo internazionale: U2
- Outstanding contribution: Queen